# Pseudoberaeodes
Pseudoberaeodes is een geslacht van schietmotten uit de familie van de Sericostomatidae. Het geslacht werd voor het eerst wetenschappelijk beschreven door  in .

## Soorten
Het genus is monotypisch en bevat de volgende soort:

- Pseudoberaeodes mira Ulmer, 1912